# Маркуючий горизонт
Маркуючий горизонт (рос. маркирующий горизонт, англ. key horizon, key bed, key stratum; нім. Leithorizont m) — у маркшейдерії — шар у товщі гірських порід, добре витриманий за простяганням. Виділяється за одною ознакою або їх набором (складом, забарвленням, зернистістю, наявністю включень, прошарків, комплексу органічних залишків).
Використовується для порівняння розрізів, створення геологічних карт, дешифрування аерогеологічних фотозйомок та ін. Є найважливішим елементом при геол. картуванні і кореляції розрізів.
Син. — опорний горизонт.